# Крепостной театр Каменского
Крепостной театр Каме́нского — первый публичный крепостной театр графа С. М. Каменского в Орле.

## История
В октябре 1812 года генерал от инфантерии граф С. М. Каменский получил бессрочный отпуск и, оставив военную службу, переехал в Орловскую губернию в свою вотчину — село Сабурово (Каменское). Купив труппу крепостных актёров у казанского помещика Есипова, он активно занялся устройством театральной школы. В 1814 году в Орле он построил дом и деревянное двухэтажное здание для своего крепостного театра на 500 зрительских мест на Соборной площади (ныне это район сквера Гуртьева — площадь Каменская), который просуществовал двадцать лет. В 1815 году в Орле был открыт первый театральный сезон. Число всех актёров и музыкантов насчитывалось не менее 150 человек. Репертуар отличался своим разнообразием — это спектакли, опера, балет. Опера признавалась даже лучше императорской. Сергей Михайлович был фанатиком сцены. Он сам учил актёров, сам продавал билеты в кассе и сам развозил их приглашённым. Театр привлекал к себе любителей-театралов и из городов других губерний. Граф не жалел денег для своего театра. Часто менялись декорации, костюмы, пополнялась труппа крепостных актёров. Бесплатно для публики, графский оркестр играл в городском саду. Кроме того, Сергей Михайлович имел привычку в своём доме накрывать стол на 60 человек. Часто билеты высылались даром. Но в конце концов театр «разорил» Каменского — обладателя семи тысяч крепостных крестьян. Современники называли его великим театралом и самодуром. Каменский отличался нравственным варварством по отношению к своим крепостным актёрам и музыкантам. Он всегда имел при себе плётку и бил ею актёров и актрис за малейшие «промахи» на сцене. Н. С. Лесков в повести «Тупейный художник» так высказался о театре Каменского: «Много жутких легенд ходило в Орле об этом театре-тюрьме; сколько замечательных дарований погибло в его стенах!». Перед смертью графа все актёры получили вольную.
В губернии в то время насчитывалось шесть «домашних» театров. Кроме «Каменского», известны домашние театры Тургеневых в Спасском-Лутовиново, помещиков Юрасовских в сельце Сурьянино Болховского уезда. Но публичный доступный для всех был один. Все эти театры являются частью истории орловской сцены. В Музее истории орловской сцены (находится в здании Орловского драматического театра) в 1993 году была открыта экспозиция, посвящённая крепостному театру. В зале музея на «музейной» (или «крепостной») сцене каждую неделю ставятся спектакли по произведениям орловских литераторов.